# Moussaf
Moussaf (hébreu מוסף, rajout) est une prière juive récitée aux jours de joie fixés par la Torah tels que Pessa'h, Shavouot, Souccot ou Rosh HaChanna. Elle fut instaurée à l'instar du sacrifice en plus du sacrifice journalier que l'on sacrifiait au Temple à Jérusalem en ces jours. Cette prière peut être récitée à n'importe quel moment du jour (faire la différence entre jour et journée), bien que les juifs aient l'habitude de la réciter tout de suite après Sha'harit.
Cet office est essentiellement composé de la Amidah, non comme les autres, dans laquelle on rappelle le Temple, les sacrifices et autres rituels d'antan, ainsi que l'impossibilité de les réaliser aujourd'hui étant donné l'absence du Temple.